# ستيبينس
ستيبينس (بالإنجليزية: Stebbins, Alaska) هي مدينة تقع في ولاية ألاسكا في الولايات المتحدة. تبلغ مساحة هذه المدينة 95.6 (كم²)، وترتفع عن سطح البحر 5 م، بلغ عدد سكانها 556 نسمة في عام 2010 حسب إحصاء مكتب تعداد الولايات المتحدة.

## التركيبة السكانية
حدّد مكتب تعداد الولايات المتحدة بيانات التركيبة السكانية لستيبينس في تعداد الولايات المتحدة. في ما يلي، التركيبة السكانية حسب تعدادي 2000 و2010.

### تعداد عام 2000
بلغ عدد سكان ستيبينس 547 نسمة بحسب تعداد عام 2000، وبلغ عدد الأسر 123 أسرة وعدد العائلات 104 عائلة مقيمة في المدينة. في حين سجلت الكثافة السكانية 6.2 نسمة لكل كيلومتر مربع (16.1/ميل2). وبلغ عدد الوحدات السكنية 134 وحدة بمتوسط كثافة قدره 1.5 لكل كيلومتر مربع (3.9/ميل2).
وتوزع التركيب العرقي للمدينة بنسبة 5.12% من البيض و0.18% من الأمريكيين الأفارقة و93.97% من الأمريكيين الأصليين و0.73% من عرقين مختلطين أو أكثر.
بلغ عدد الأسر 123 أسرة كانت نسبة 69.9% منها لديها أطفال تحت سن الثامنة عشر تعيش معهم، وبلغت نسبة الأزواج القاطنين مع بعضهم البعض 47.2% من أصل المجموع الكلي للأسر، ونسبة 11.4% من الأسر كان لديها معيلات من الإناث دون وجود شريك،  بينما كانت نسبة 26% من الأسر لديها معيلون من الذكور دون وجود شريكة وكانت نسبة 15.4% من غير العائلات. تألفت نسبة 12.2% من أصل جميع الأسر من عدة أفراد يعيشون في نفس المنزل ونسبة 0.8% كانت تتألف من شخص يعيش بمفرده يبلغ من العمر 65 عاماً أو أكثر. وبلغ متوسط حجم الأسرة المعيشية 4.45، أما متوسط حجم العائلات فبلغ 4.86.
بلغ العمر الوسطي للسكان 19.6 عاماً. وكانت نسبة 47.2% من القاطنين تحت سن الثامنة عشر، وكانت نسبة 12.4% بين الثامنة عشر والرابعة والعشرين عاماً، ونسبة 22.1% كانت واقعةً في الفئة العمرية ما بين الخامسة والعشرين والرابعة والأربعين عاماً، ونسبة 13.7% كانت ما بين الخامسة والأربعين والرابعة والستين، ونسبة 4.6% كانت ضمن فئة الخامسة والستين عاماً فما فوق. يوجد لكل 100 أنثى 115.4 ذكر، ويوجد لكل 100 أنثى في الثامنة عشر من عمرها فما فوق 114.1 ذكر.
بلغ متوسط دخل الأسرة في المدينة 23,125 دولارًا، أما متوسط دخل العائلة فبلغ 28,214 دولارًا. وكان متوسط دخل الذكور 33,125 دولارًا مقابل 20,000 دولارًا للإناث. وسجل دخل الفرد الخاص بالمدينة 8,249 دولارًا. وكانت نسبة 40.4% من العائلات ونسبة 41.9% من السكان تحت خط الفقر، وكان من هؤلاء نسبة 46.1% تحت سن الثامنة عشر ونسبة 33.3% في الخامسة والستين من العمر وما فوق.

### تعداد عام 2010
بلغ عدد سكان ستيبينس 556 نسمة بحسب تعداد عام 2010، وبلغ عدد الأسر 134 أسرة وعدد العائلات 108 عائلة مقيمة في المدينة. في حين سجلت الكثافة السكانية 6.3 نسمة لكل كيلومتر مربع (16.3/ميل2). وبلغ عدد الوحدات السكنية 153 وحدة بمتوسط كثافة قدره 1.7 لكل كيلومتر مربع (4.4/ميل2).
وتوزع التركيب العرقي للمدينة بنسبة 4.32% من البيض و0.18% من الأمريكيين الأفارقة و95.32% من الأمريكيين الأصليين و0.18% من الأمريكيين ذوي الأصول الآسيوية.
بلغ عدد الأسر 134 أسرة كانت نسبة 61.9% منها لديها أطفال تحت سن الثامنة عشر تعيش معهم، وبلغت نسبة الأزواج القاطنين مع بعضهم البعض 33.6% من أصل المجموع الكلي للأسر، ونسبة 24.6% من الأسر كان لديها معيلات من الإناث دون وجود شريك،  بينما كانت نسبة 22.4% من الأسر لديها معيلون من الذكور دون وجود شريكة وكانت نسبة 19.4% من غير العائلات. تألفت نسبة 14.9% من أصل جميع الأسر من عدة أفراد يعيشون في نفس المنزل. وبلغ متوسط حجم الأسرة المعيشية 4.15، أما متوسط حجم العائلات فبلغ 4.52.
بلغ العمر الوسطي للسكان 21.5 عاماً. وكانت نسبة 43.3% من القاطنين تحت سن الثامنة عشر، وكانت نسبة 12.1% بين الثامنة عشر والرابعة والعشرين عاماً، ونسبة 22.7% كانت واقعةً في الفئة العمرية ما بين الخامسة والعشرين والرابعة والأربعين عاماً، ونسبة 18.5% كانت ما بين الخامسة والأربعين والرابعة والستين، ونسبة 3.4% كانت ضمن فئة الخامسة والستين عاماً فما فوق. وتوزع التركيب الجنسي للسكان بنسبة 50% ذكور و50% إناث.

## وصلات خارجية
- Community Information نسخة محفوظة 24 فبراير 2014 على موقع واي باك مشين.